# Meusnes
Meusnes är en kommun i departementet Loir-et-Cher i regionen Centre-Val de Loire i de centrala delarna av Frankrike. Kommunen ligger i kantonen Saint-Aignan som tillhör arrondissementet Romorantin-Lanthenay. År 2022 hade Meusnes 1 039 invånare.

## Befolkningsutveckling
Antalet invånare i kommunen Meusnes
| Referens: INSEE |